# サービスアパートメント
サービスアパートメント（英語: Apartment hotel）とはホテルとアパートの中間の機能をもった住居のことで、この2つの施設とは全く別の施設である。長期滞在型ホテル、アパートメントホテルとも呼ばれる。

## 概要
中長期滞在を想定し、客室内にキッチン、洗濯機などといった生活に必要な設備があり、1室4〜8人で宿泊できることが特徴である。主に都市中心部や駅周辺に位置する。滞在中は清掃に入らないことが多く、一般のホテルよりも安価で泊まることができる。訪日観光客の滞在日数が長期化傾向にあるだけでなく、家族や友人同士などグループ利用の需要も急増していることから、同様の形態のホテルは日本でも増加傾向にある。
敷金・礼金はない。サービス内容は、水道光熱費、リネン交換、クリーニング、ハウスキーピング、朝食サービスなど多岐にわたる。フィットネスジム、スパ施設などの附帯施設も利用できる施設もある。
日本では、外国人や一部富裕層向けに超高級サービスアパートメントが営業している。東南アジアなど発展途上国では、手頃な値段で宿泊可能なので、主に日系企業の駐在員などが利用している。

## サービスアパートメント（アパートメントホテル）ブランド一例
- MINN[3]
  - 運営会社：株式会社SQUEEZE
  - 所在地：東京都、大阪府、京都府、広島県、北海道、石川県、愛知県[4]
- MIMARU[5]
  - 運営会社：株式会社コスモスホテルマネジメント
  - 所在地：東京都、大阪府、京都府[6]
- HOTEL AIMA[7]
  - 運営会社：カソク株式会社[8]
  - 所在地：東京都
- stay me THE hotel[9]
  - 運営会社：matsuri technologies株式会社[10]
  - 所在地：東京都、大阪府